# Travie McCoy
Travie McCoy, vlastním jménem Travis Lazarus McCoy (* 6. srpna 1981, Geneva, New York, USA) je americký zpěvák a rapper, vedoucí vokalista skupiny Gym Class Heroes, kterou založil spolu s kamarádem z dětství Mattem McGinleym. Skupina je momentálně na tři roky mimo hudební scénu a McCoy se tak soustředil na sólovou kariéru. V roce 2010 vydal své debutové album Lazarus s pilotním singlem "Billionaire", který nazpíval spolu se zpěvákem Bruno Marsem. McCoy nyní spolupracuje s vydavatelstvím zpěváka T-Paina Nappy Boy Entertainment.

## Osobní život
Zpěvák chodil se světoznámou zpěvačkou Katy Perry. S tou se však v roce 2008 rozešli.